# 베나도스 데 마사틀란
베나도스 데 마사틀란(스페인어: Venados de Mazatlán)은 멕시코 시날로아주 마사틀란을 연고지로 하는 프로 야구팀이다. 멕시코 태평양 리그 소속이며, 에스타디오 테오도로 마리스칼 야구장을 홈구장으로 사용하고 있다. 총 8회의 리그 우승과 1회의 캐리비안 시리즈 우승 (2005년)을 차지하였다.

## 야구단 정보
| 감독   | 2 프란치스코 로드리게스 |
| 투수   | 52 파울로 오르테가 · 39 월터 실바 · 31 호세 코보스 · 56 마우리시오 타바크닉 · 45 세르지오 발렌주엘라 · 23 자시엘 아코스타 · 32 에스테반 헤르난데즈 · 12 호세 루이스 가르시아 · 51 조바니 로레즈 · 8 라페엘 마틴 · 50 카를로스 바즈케즈 · 61 라이언 쿠스마울 · 58 루이스 바즈퀘즈 · 18 오스카 베르두고 · 36 미겔 A. 곤잘레즈 |
| 포수   | 35 미겔 오제다 · 57 엑토르 파에즈 |
| 내야수 | 49 카를로스 시에버스 · 10 오스왈도 모레존 · 5 도밍고 카스트로 · 42 에드가 가르존 · 64 캐빈 하워드 · 59 프란치스코 리자라가 |
| 외야수 | 14 루빈 리베라 · 55 로젤리오 노리스 · 33 존 웨버 · 18아르치에 길버트 · 20 호세 오로즈코 |